# 大張髙己
大張 高己（おおばり・たかみ、1974年8月15日 - ）は、日本の実業家。新日本プロレスリング株式会社代表取締役社長（第10代）、NEW JAPAN Pro-Wrestling of America Inc. CEO（初代）、株式会社ブシロード執行役員。

## 人物
広島県広島市出身。兄はアニメーターの大張正己。
少年時代からバレーボールをやっており、日本専売公社広島地方専売局（専売広島、現・JTサンダーズ広島）が憧れのチームであったという。その一方ではプロレス好きでもあり、プロレスラーになりたい夢もあったと語っている。

## 経歴
広島から東京学芸大学、日本電信電話とバレーボール選手として過ごし、NTT東日本-神奈川のチームで25歳までプレーしていた。その間にはV1リーグ参戦や国民体育大会での準優勝も経験しており、ポジションはセッターであったという。
選手引退後はNTTの社業に専念し、アメリカのカリフォルニア大学へ留学してMBAを取得。その間にグレイシー柔術アカデミーの門下生となり、青帯を取得している。同社福島支店時代には郡山営業支店長、第一ビジネスイノベーション部長を歴任している。
2018年にNTTからブシロードへ転じて執行役員となり、2019年に新日本プロレスへ出向し、経営企画部長に就く。同年10月には新日本プロレスのアメリカ合衆国法人である『NEW JAPAN Pro-Wrestling of America Inc.』が設立された際には初代最高経営責任者（CEO）に就任した。
2020年10月23日、ハロルド・ジョージ・メイの後を受けて第10代新日本プロレスリング代表取締役社長に就任した。
2023年12月23日、新日本プロレスリング株式会社代表取締役社長を退任し、棚橋弘至にバトンタッチした。

## 人命救助
2022年4月23日、帰国して電車での帰宅中に駅のホームにて車体との間に転落した幼女を発見し、ホームに寝そべって幼女の母と協力して引き上げ、救出した。